# Castelo Novo
Castelo Novo es una freguesia portuguesa del concelho de Fundão, con 40,91 km² de superficie y  habitantes (2001). Su densidad de población es de 10,7 hab/km².

## Galería

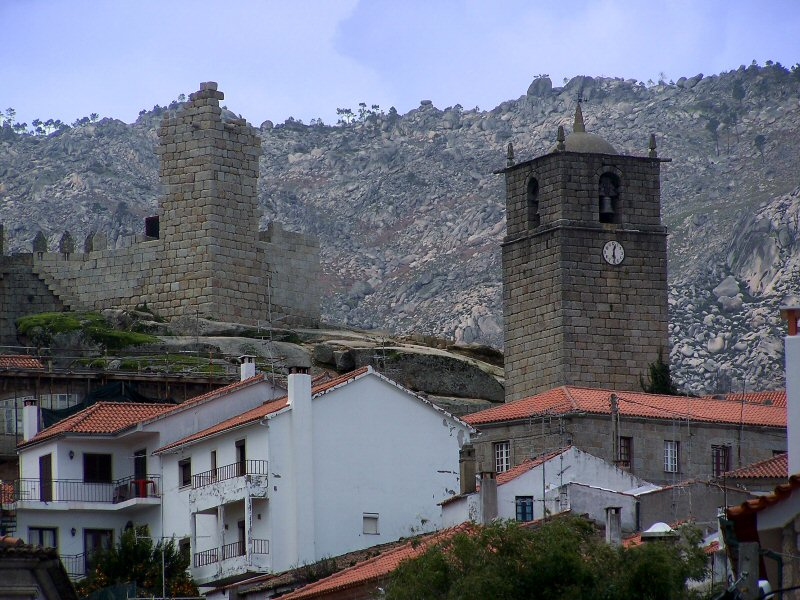
Las dos torres de Castelo Novo.